# Les Forgerons (film, 1895)
Pour les articles homonymes, voir Les Forgerons.
Pour plus de détails, voir Fiche technique et Distribution.
Les Forgerons est un film français réalisé par Louis Lumière, sorti en 1895.
Cette vue photographique animée, ainsi que les frères Lumière nommaient leurs bobineaux impressionnés, fait partie des 10 films projetés au Salon indien du Grand Café de Paris à partir du 28 décembre 1895.

## Synopsis
Cette vue reprend un sujet déjà filmé en 1893 par William Kennedy Laurie Dickson pour Thomas Edison, Blacksmithing Scene (Scènes de forge). La grande différence, caractéristique des deux pôles de production, est que la scène de Dickson est jouée en studio par deux employés d'Edison, Charles Kayser et John Ott, matière fictionnelle, tandis que la scène filmée par Louis Lumière, matière documentaire, se déroule dans une vraie forge avec de vrais forgerons, un maître qui martèle le fer, et un apprenti qui active le soufflet.

## Fiche technique
- Titre : Les Forgerons
- Réalisation : Louis Lumière
- Production : Lumière
- Photographie : Louis Lumière
- Format : 35 mm à 2 perforations rondes Lumière par photogramme, noir et blanc, muet
- Durée : 49 secondes
- Pays :  France